# Charlie the Unicorn
Charlie the Unicorn är en animerad kortfilm från 2005, skapad av Jason Steele och distribuerad på Youtube via Steeles kanal FilmCow sedan 2008. Fram till 2012 skapades tre numrerade uppföljare. I oktober 2019 inleddes en flera delar lång avslutning på serien.

## Handling
Liksom många av Steeles produktioner handlar kortfilmsserien Charlie the Unicorn om antropomorfa väsen, djur och föremål i surrealistiska, absurda och övernaturliga situationer. Huvudpersonen är enhörningen Charlie, som vid upprepade tillfällen förföljs och trakasseras av två namnlösa artfränder.